# Hokej na trawie na Letnich Igrzyskach Olimpijskich 1932
Wyniki turnieju olimpijskiego w hokeju na trawie rozegranego podczas igrzysk olimpijskich w Los Angeles w 1932 r. Turniej został rozegrany w dniach 4–11 sierpnia na Los Angeles Memorial Coliseum. Do zawodów zgłosiły się 3 zespoły. Mecze rozgrywano systemem każdy z każdym.

## Wyniki
| Drużyna           | M | Mecze | Mecze | Mecze | Bramki | Bramki | Bramki |
| Drużyna           | M | W     | R     | P     | +      | -      | +/-    |
| ----------------- | - | ----- | ----- | ----- | ------ | ------ | ------ |
| Indie Brytyjskie  | 2 | 2     | 0     | 0     | 35     | 2      | +33    |
| Japonia           | 2 | 1     | 0     | 1     | 10     | 13     | -3     |
| Stany Zjednoczone | 2 | 0     | 0     | 2     | 3      | 33     | -30    |

| 4 sierpnia 1932 | Indie Brytyjskie | 11:1 | Japonia |  |

| Godzina: 10:00 | Roop Singh (3) Gurmit Singh (3) Dickie Carr (1) Dhyan Chand (4) |  | Junzo Inohara | Sędzia główny: T.Hinoshe Sędziowie liniowi: Charles Newham |

| 8 sierpnia 1932 | Japonia | 9:2 | Stany Zjednoczone |  |

| Godzina: 14:30 | Junzo Inohara (4) Kenichi Konishi (2) Hiroshi Nagata (3) |  | David McMullin Charles Sheaffer | Sędzia główny: Charles Newham Sędziowie liniowi: Pankaj Gupta |

| 11 sierpnia 1932 | Indie Brytyjskie | 24:1 | Stany Zjednoczone |  |

| Godzina: 14:30 | Dhyan Chand (8) Roop Singh (10) Gurmit Singh (5) Eric Pinniger (1) |  | William Boddington | Sędzia główny: Tom Spence Sędziowie liniowi: Charles Newham |

## Medaliści
| Złote | Srebrne | Brązowe |
| Indie Brytyjskie | Japonia | Stany Zjednoczone |
| Richard Allen Sardar Muhammad Aslam Lal Shah Bokhari Frank Brewin Dickie Carr Dhyan Chand Leslie Hammond Arthur Hind Sayed Jaffar Masud Minhas Eric Pinniger Gurmit Singh Roop Singh William Sullivan Carlyle Tapsell | Shunkichi Hamada Junzo Inohara Sadayoshi Kobayashi Haruhiko Kon Kenichi Konishi Hiroshi Nagata Eiichi Nakamura Yoshio Sakai Katsumi Shibata Akio Sōda Toshio Usami | William Boddington Harold Brewster Roy Coffin Amos Deacon Horace Disston Samuel Ewing James Gentle Henry Greer Lawrence Knapp David McMullin Leonard O'Brien Charles Sheaffer Frederick Wolters Warren Ingersoll |